# WebM
A WebM Project egy 2010-ben elindított Open Source projekt a Google Inc. támogatásával. A projekt célja egy olyan nyílt és jogdíjmentes videoformátum létrehozása és elterjesztése, amely lehetővé teszi jó minőségű HD videók praktikus és felhasználóbarát lejátszását a világhálón, a "web"-en. A WebM előtti időkben az olyan alkalmazások működtetői, mint a YouTube, vagy akár bármely okostelefon gyártói folyamatosan óriási jogdíjakat kellett fizessenek az általuk alkalmazott videó formátumok használatáért, ami, ahogyan a WebM fejlesztők ezt megfogalmazták, gúzsba kötötte a web fejlődését. A WebM azonban óriási tempóban terjed, 2011-ben a YouTube az összes videóját elkezdte átkonvertálni WebM formátumba, és a böngészők is már mind WebM-kompatibilisek (a Mozilla Firefox, Opera, Google Chrome 2010 óta és alapból, a Safari és az Internet Explorer 2011 áprilisa óta, a WebM fejlesztők által készített plugin segítségével, amely révén a „következő” HTML szabvány, a HTML5 egyszerű „<video>” tag-jével már meg tudják jeleníteni a WebM formátumú videókat).
A korábban webes videoszabványként szóba jövő formátumok közül a Theora teljesítménye gyengébb, a Microsoft és az Apple által preferált, jelenleg ingyenes H.264 codec esetében a jövőbeli jogdíjfizetés jelenthetett volna problémát.
A WebM nyílt forrású projekt, amit BSD-jellegű licenccel bocsátottak útjára. A Google által felvásárolt On2 által fejlesztett VP8 videocodecből, a Vorbis audiocodecből, és az ezeket összefogó konténerformátumból áll, ami a Matroska egy részhalmazán alapul.
A WebM hamarosan ki fog bővülni a VP9 videokodek és az Opus audiokodek támogatásával; ha a Chrome böngészőben megvalósul a támogatás, a YouTube is használni fogja azt.

## Támogatottság
A 2010-es Google I/O fejlesztői konferencián bejelentett WebM-et induláskor a Mozilla, az Opera és a Google támogatja. Az Internet Explorer 9 csak akkor fogja tudni lejátszani a WebM-fájlokat, ha a VP8 codec telepítve van a helyi gépen.
Az Adobe is közölte, hogy Flash Playerében támogatni fogja az új formátumot, ez azonban eddig (2013. május) nem történt meg. Az AMD, az ARM, a Broadcom és az NVidia is hardveres gyorsítási tervekkel állt elő.
A Google által birtokolt YouTube-on a videók WebM formátumban is elérhetők, azonban a portál alapértelmezésben továbbra is a flashvideo alapú formátumot jeleníti meg.[forrás?]
A YouTube 2015 óta alapértelmezésben a WEBM formátumot használja, amennyiben lehetséges. 